# スピアフィッシュ (イギリス潜水艦)
スピアフィッシュ (HMS Spearfish) はイギリス海軍の潜水艦。S級。

## 艦歴
1935年5月23日起工。1936年4月21日進水。1936年12月11日就役。
1939年9月24日、北海でドイツ軍艦艇による攻撃で損傷。4月11日、オスロフィヨルドの戦いからの帰投途中のドイツ重巡洋艦「リュッツォウ」を雷撃し、大きな損害を与えた。5月20日、北海でデンマーク漁船「S.130」と「S.175」を砲撃で撃沈。8月1日、ドイツ潜水艦「U34」の雷撃で撃沈された。